# Champ-du-Boult
Champ-du-Boult är en kommun i departementet Calvados i regionen Normandie i norra Frankrike. Kommunen ligger i kantonen Saint-Sever-Calvados som ligger i arrondissementet Vire. År 2018 hade Champ-du-Boult 378 invånare.

## Befolkningsutveckling
Antalet invånare i kommunen Champ-du-Boult
Referens: INSEE